# Bolchoï Klimetski
Bolchoï Klimetski est une île située au sud de la presqu'île de Zaonejie, dans la partie septentrionale du lac Onega. Située dans les limites de réserve zoologique de Kiji, elle est séparée du continent par le détroit de Kiji. Elle appartient à l'archipel de Kiji.
L'île et ses villages font partie de l'établissement rural de Velikaïa Gouba du raïon de Medvejegorsk dans la république de Carélie, au sein de la fédération de Russie. Dans la partie sud de l'île se trouve le monastère de la Sainte-Trinité-de-Klymenets.

## Géographie
L'île a une superficie de 147 km2, et elle est allongée dans le sens méridional, avec un peu plus de 28 km de long pour 7,8 km de largeur. Son point culminant est le mont Medvejitsa, culminant à 82,8 m d'altitude.